# Вулиця Станційна (Львів)
Вулиця Станційна — вулиця у Залізничному районі міста Львова, у місцевості Скнилівок. Починається від вулиці Городоцької та прямує до залізничної колії. Прилучається вулиця Зимновідська.
Вулиця виникла на початку XX століття у складі передміського селища Скнилівок. Після приєднання селища міста у 1952 році, вулиці колишнього селища були перейменовані або ж новоутвореним вулицям надавалися певні назви. Так, у 1958 році вулиця отримала сучасну назву Станційна через близькість до залізничної колії та станції Скнилів. Невеличка вуличка Холодноводківська бічна була прокладена у 1958 році, а 1993 року приєднана до вул. Станційної.
Забудова вулиці Станційної — одноповерхова садибна, нові індивідуальні забудови. 